# Agrotis simplonia
Agrotis simplonia, auch Simplon-Erdeule genannt, ist ein Schmetterling (Nachtfalter) aus der Familie der Eulenfalter (Noctuidae).

## Merkmale
Die Flügelspannweite der Falter beträgt 32 bis 40 Millimeter. Die Vorderflügel variieren in verschiedenen Grautönen von aschgrau bis blaugrau. Basale, innere und äußere Querlinie sind dunkel und gezackt, Ring- und Zapfenmakel nicht erkennbar. Die Nierenmakel sind undeutlich und etwas verdunkelt. An der Flügelspitze befindet sich oftmals ein dunkleres Feld. Frisch geschlüpfte Falter haben einen leichten Überzug goldgelber Schuppen, der jedoch bereits nach kurzer Flugdauer verloren geht. Die Hinterflügel sind zeichnungslos graubraun.
Die Raupe ist braungrau oder olivgrün gefärbt, hat eine undeutliche, helle Rückenlinie, ebensolche Nebenrückenlinien und einen breiten, leicht gewellten Seitenstreifen.

## Geographische Verbreitung und Lebensraum
Die Art kommt in den Hochlagen von Alpen, Pyrenäen, Kantabrischem Gebirge sowie dem Apennin in Höhen zwischen 1200 und 3000 Metern vor. Außerhalb Europas wurde sie nicht gefunden. Sie bevorzugt offenes, felsiges Gelände. Die spanische Population wurde als coralita Hospital, 1948 beschrieben.

## Lebensweise
Die Art bildet eine Generation pro Jahr, deren Falter je nach Höhenlage zwischen Mai und September, gelegentlich noch im Oktober fliegen. Die Falter sind nachtaktiv und kommen gerne künstliche Lichtquellen. Am Tage sitzen sie oftmals an Steinen und Felsen, wo sie aufgrund ihrer grauen Färbung kaum zu erkennen und dadurch vor Fressfeinden gut geschützt sind. Im Spätsommer ernähren sich die Raupen von verschiedenen Gräsern. Die erwachsenen Raupen überwintern und verpuppen sich im Frühjahr.

## Gefährdung
Die Art kommt in Deutschland nur in den bayerischen Alpen vor, ist dort gebietsweise nicht selten und deshalb auf der Roten Liste gefährdeter Arten nicht als gefährdet eingestuft. Bei Fundortmeldungen aus dem nördlichen Alpenvorland dürfte es sich um Fehlbestimmungen oder um verschleppte Exemplare handeln.

## Systematik
Fibiger (1990) scheidet keine Unterarten aus. Hellgraue Exemplare aus dem Apennin, die früher als var. calcigena Sohn-Rethel, 1929 bezeichnet wurden, werden in die Synonymie der Art gestellt und als Randpopulation interpretiert. Auch die früher als selbständige Art betrachtete Agrotis coralita Hospital, 1948 wurde von Fibiger mit Agrotis simplobia vereinigt.